# Leonard Mociulschi
Leonard Mociulschi (Leonard Moczulski), romunski (poljsko poreklo) general, * 1889, † 1979.